# Mr Universal Ambassador 2015
Mr Universal Ambassador 2015 foi a 1ª edição do tradicional concurso de beleza masculino de nível internacional intitulado Mr Universal Ambassador. A primeira edição do evento contou com a participação de dezenove (19) candidatos  dos mais diversos países ao redor do mundo. O certame foi realizado na cidade turística de Surabaia e foi comandada na noite final pelo casal Attalariq Tievanou e Yolanda Remetwa. Não houve transmissão internacional mas a cobertura midiática favoreceu a publicidade do evento.

## Resultados

### Colocações
| Posição                 | País e Candidato |
| Vencedor                | - Porto Rico - Christian Daniel |
| 2º. Lugar               | - Nova Zelândia - Brett Murray |
| 3º. Lugar               | - Nigéria - Izuchukwu Anoliefo |
| Finalistas              | - Índia - Jagjeet Singh - Indonésia - Reinukky Abidharma                                                                                      |
| (TOP 10) Semifinalistas | - Camboja - Yith Meas Aussa - Filipinas - Alexis Franchis - Mianmar - Nay Oo Kha - Panamá - Eduardo Quintero - Tailândia - Krichada Jampakaew |

### Prêmios Especiais
- O concurso distribuiu os seguintes prêmios este ano:[4]

| Prêmio              | País e Candidato                 |
| Mister Simpatia     | - Austrália - Terence Delalande  |
| Mister Fotogenia    | - Panamá - Eduardo Quintero      |
| Mister Popularidade | - Camboja - Yith Meas Aussa      |
| Melhor Passarela    | - Paquistão - Bilawal Ali Cheema |
| Melhor Traje Típico | - Indonésia - Reinukky Abidharma |

## Embaixadores Continentais
Título dado pelo fundador do concurso com base nas entrevistas:
| Posição               | País e Candidato               |
| Embaixador da Ásia    | - Mianmar - Nay Oo Kha         |
| Embaixador da África  | - Libéria - Clarence Cooper    |
| Embaixador da Europa  | - Dinamarca - Sy Lee           |
| Embaixador da América | - Panamá - Eduardo Quintero    |
| Embaixador da Oceania | - Nova Zelândia - Brett Murray |

## Eventos Preliminares
| Prêmio | País e Candidato               |
| 1      | - Nova Zelândia - Brett Murray |

| Prêmio | País e Candidato            |
| 1      | - Libéria - Clarence Cooper |

| Prêmio | País e Candidato               |
| 1      | - Nova Zelândia - Brett Murray |

| Prêmio | País e Candidato               |
| 1      | - Nigéria - Izuchukwu Anoliefo |

| Prêmio | País e Candidato            |
| 1      | - Cabo Verde - Daniel Graça |

| Prêmio | País e Candidato                |
| 1      | - Porto Rico - Christian Daniel |

## Candidatos
Um total de 19 candidatos participaram desta edição:
| País          | Candidato          | I  | A    | Origem            |
| Austrália     | Terence Delalande  | 24 | 1.85 | Camberra          |
| Camboja       | Yith Meas Aussa    | 22 | 1.76 | Phnom Penh        |
| Cabo Verde    | Daniel Graça       | 29 | 1.80 | Praia             |
| Dinamarca     | Sy Lee             | 23 | 1.84 | Copenhagem        |
| Filipinas     | Alexis Franchis    | 24 | 1.80 | Mabalacat         |
| Índia         | Jagjeet Singh      | 24 | 1.85 | Nova Déli         |
| Indonésia     | Reinukky Abidharma | 21 | 1.83 | Ambon             |
| Líbano        | Mrad Mouawad       | 29 | 1.82 | Beirute           |
| Libéria       | Clarence Cooper    | 26 | 1.80 | Monróvia          |
| Malásia       | Mohd Yusuf         | 24 | 1.78 | Kuala Lumpur      |
| Mianmar       | Nay Oo Kha         | 18 | 1.90 | Rangum            |
| Nigéria       | Izuchukwu Anoliefo | 28 | 1.80 | Abuja             |
| Nova Zelândia | Brett Murray       | 19 | 1.87 | Perth             |
| Omã           | Deepak Choudhary   | 29 | 1.80 | Mascate           |
| Panamá        | Eduardo Quintero   | 22 | 1.76 | Cidade do Panamá  |
| Paquistão     | Bilawal Cheema     | 29 | 1.80 | Islamabad         |
| Porto Rico    | Christian Daniel   | 26 | 1.85 | San Juan          |
| Romênia       | Alexandru Fennisan | 22 | 1.82 | Bucareste         |
| Tailândia     | Krichada Jampakaew | 22 | 1.90 | Nakhon Ratchasima |